# سایمویا تاندون
سایمویا تاندون (به انگلیسی: Saumya Tandon) (زاده ۳ نوامبر ۱۹۸۵) بازیگر، مدل هندی است.
از فیلم‌هایی که وی در آن نقش داشته است می‌توان به وقتی همدیگر را دیدیم اشاره کرد.